# سوترلین (اورگن)
سوترلین (به انگلیسی: Sutherlin) شهری در شهرستان داگلاس ایالت اورگن است و در سرشماری سال ۲۰۱۱ میلادی، ۷٬۸۱۰ نفر جمعیت داشته که نسبت به سال ۲۰۱۰، ۰٫۹ درصد رشد جمعیت داشته‌است.

## موقعیت جغرافیایی
موقعیت جغرافیایی شهرها و مناطق اطراف به شرح زیر است: